# Skoki do wody na Letnich Igrzyskach Olimpijskich 1908
Skoki do wody na Letnich Igrzyskach Olimpijskich 1908 w Londynie rozgrywane były w dniach 14 i 24 lipca 1908 r. Startowali wyłącznie mężczyźni.

## Medaliści
| Konkurencja               | Złoto             | Srebro         | Brąz                        |
| Trampolina 3m (szczegóły) | Albert Zürner     | Kurt Behrens   | George Gaidzik Gottlob Walz |
| Wieża 10m (szczegóły)     | Hjalmar Johansson | Karl Malmström | Arvid Spångberg             |

## Kraje uczestniczące
W zawodach wzięło udział 39 skoczków z 9 krajów:
- Australazja Australazja (1)
- Belgia (1)
- Finlandia (2)
- Kanada (1)
- Cesarstwo Niemieckie (5)
- Stany Zjednoczone (2)
- Szwecja (10)
- Wielka Brytania (16)
- Włochy (1)

## Klasyfikacja medalowa
| Lp. | Państwo              |   |   |   | Razem |
| --- | -------------------- | - | - | - | ----- |
| 1.  | Cesarstwo Niemieckie | 1 | 1 | 1 | 3     |
| 1.  | Szwecja              | 1 | 1 | 1 | 3     |
| 3.  | Stany Zjednoczone    | 0 | 0 | 1 | 1     |